# Cosmoscarta nitidula
Cosmoscarta nitidula är en insektsart som beskrevs av Schmidt 1911. Cosmoscarta nitidula ingår i släktet Cosmoscarta och familjen spottstritar. Inga underarter finns listade i Catalogue of Life.